# Piccola Egira
La Piccola Egira, da distinguersi dall'Egira del 622, avvenne in due momenti, il primo dei quali nel 613 e il secondo nel rajab del 7E. (615 d.C.).

## Prima fase del 613
A La Mecca, nel secondo decennio del VII secolo, le ostilità contro Maometto e il gruppo dei suoi seguaci erano in lenta ma continua crescita.

I Quraysh, che ben comprendevano che una vittoria del monoteismo di Maometto avrebbe significato la fine del loro predominio politico ed economico, cominciarono a cercare di contrastarlo sempre più violentemente.
Tali crescenti pressioni contro i musulmani indussero Maometto a cercare un luogo dove far trasferire gli elementi socialmente più fragili dei suoi devoti.
Fu così che 15 musulmani furono da lui fatti emigrare in Abissinia, nella speranza di un'ospitalità offerta dal Negus, il sovrano cristiano di Axum.
Il gruppo, che era stato guidato da ʿAbd Allāh b. Jaḥsh e da Saʿd b. Abī Waqqāṣ, rimase in Abissinia per tre mesi all'incirca prima di tornare a Mecca a causa della falsa notizia dell'attenuazione delle ostilità nei riguardi dell'Islam.

## Seconda fase del 615
Vista la costante crescita delle ostilità nella sua città natale, Maometto ordinò nel 615 (rajab del 7 prima dell'Egira) l'emigrazione di circa 80 suoi seguaci verso l'antistante Abissinia cristiana, affidandoli alla guida di suo cugino Jaʿfar ibn Abī Ṭālib.
Le notizie di ciò che avvenne in quell'occasione sono scarse, ma si possiede una lista precisa delle persone che presero parte agli eventi. 
Salvo ʿUthmān ibn ʿAffān dei Banū ʿAbd Shams, marito della figlia del profeta, Ruqayya, quasi tutti gli emigrati erano del clan dei Banū al-Muṭṭalib e dei Banū Hāshim fra cui figurava il giovane zio di Maometto, Hamza b. ʿAbd al-Muṭṭalib. Pochi erano inoltre i componenti dei B. Taym, dei B. Zuhra e dei B. ʿAdī, gruppi esclusi dal controllo economico-politico di Mecca.

Gli Abissini accolsero calorosamente gli ospiti (motivo questo della successiva cordialità nei rapporti con i cristiani da parte di Maometto) e a nulla valse un tentativo di una delegazione di Quraysh (guidati da ʿAmr ibn al-ʿĀṣ e da ʿAbd Allāh ibn Abī Rabīʿa) di ottenere la loro espulsione da parte del Negus.
In tutto erano presenti 79 uomini e 9 donne, oppure di 83 uomini e 18 donne (le fonti in questo campo differiscono enormemente).

## Partecipanti alla Piccola Egira
Uomini
- ʿUthmān ibn ʿAffān
- ʿUbayd Allāh ibn Jahsh
- Jaʿfar ibn Abī Ṭālib

Donne
- Ruqayya bint Muhammad
- Ramla bt. Abī Sufyān

## Nati nel periodo della Piccola Egira
- ʿAbd Allāh ibn Jaʿfar
- un bimbo che morì subito dopo la nascita

## Morti nel periodo della Piccola Egira
- Udayy ibn Nadhala ibn ʿAbd al-ʿUzza e suo zio ʿUrwa ibn ʿAbd al-ʿUzza,[2] entrambi inumati nella Moschea del Negus (Negashi), a Wukro.

## Fine dalla Piccola Egira
Alcuni emigrati musulmani raggiunsero i loro correligionari a Medina solo dopo il 622, anno della vera e propria Egira.